# Re-Union (Album)
Re-Union ist ein Jazzalbum von Matthew Shipp und William Parker. Die am 3. Februar 2019 im Studio Sextan – La Fonderie in Malakoff, einem Vorort im Westen von Paris, entstandenen Aufnahmen erschienen im Juli 2021 auf RogueArt.

## Hintergrund
Der Pianist Matthew Shipp und der Bassist William Parker hatten bereits in den 1980er-Jahren gemeinsam in der Band des Saxophonisten David S. Ware gespielt und in den Jahren nach Wares Tod immer wieder in verschiedenen Formationen zusammen gearbeitet. Die beiden hatten in den 1990er Jahren auch ein paar Duettalben eingespielt, zunächst Zo (1994), das auf dem inzwischen aufgelösten Rise-Label erschienen war; es wurde 2016 während Shipps Amtszeit als künstlerischer Leiter des Labels Thirsty Ear neu aufgelegt. Selbst nachdem Parker schließlich Shipps langjähriges Trio verlassen hatte, arbeiten die beiden Musiker weiterhin in zahlreichen Projekten zusammen, an denen andere beteiligt waren.
2019/20 unternahmen die beiden Musiker eine gemeinsame Tournee, u. a. traten sie am 31. Januar 2020 im Périscope in Lyon auf. In einem Interview mit Citizen Jazz meinte Shipp, die auf der Tournee entstandene Musik „spiegelt das Vokabular wider, das wir im Laufe des Lebens lern[t]en. Der Stil, aus dem Sie kommen, wird natürlich die Musik, die Sie spielen, färben, aber im Kern spiegelt Ihre Musik Ihr Herz, Ihre menschliche Seele wider.“ Auf die Frage, ob sich seine Musik zwischen jedem Konzert ändere und wie viel komponiert bzw. spontan entstehe, antwortete der Pianist: „Es gibt Muster, die im Gehirn existieren oder sich ins Unterbewusstsein eingraviert haben, denen wir nicht entkommen können. Und ich persönlich versuche immer, weiter zu gehen, sie zu übertreffen. Es hat sehr viel mit Entspannung zu tun. Wenn ich entspannt bin, denke ich nicht ‚Ich werde das machen‘, es kommt einfach so und etwas Neues passiert. Es gibt ein gewisses Bewusstsein, das uns sagt, nicht auf die gleichen Motive hereinzufallen, aber wir haben das Vertrauen und die Entspannung, jede Nacht neue Dinge zu entdecken.“
Das Duo verweist mit „Further DNA“ auf ihr Album DNA (Thirsty Ear, 1999). Im selben Zeitraum der Aufnahmen zu Re-Union hatten Shipp und Parker auch an Francisco Melas Album Music Frees Your Souls Vol. 1 (577 Records) mitgewirkt.

## Titelliste
- William Parker & Matthew Shipp: Re-Union (RogueArt 0111)[4]

1. Re-Union 22:10
2. The New Zo 11:10
3. Further DNA 14:29
4. Song of Two 6:17

Die Kompositionen stammen von William Parker & Matthew Shipp.

## Rezeption

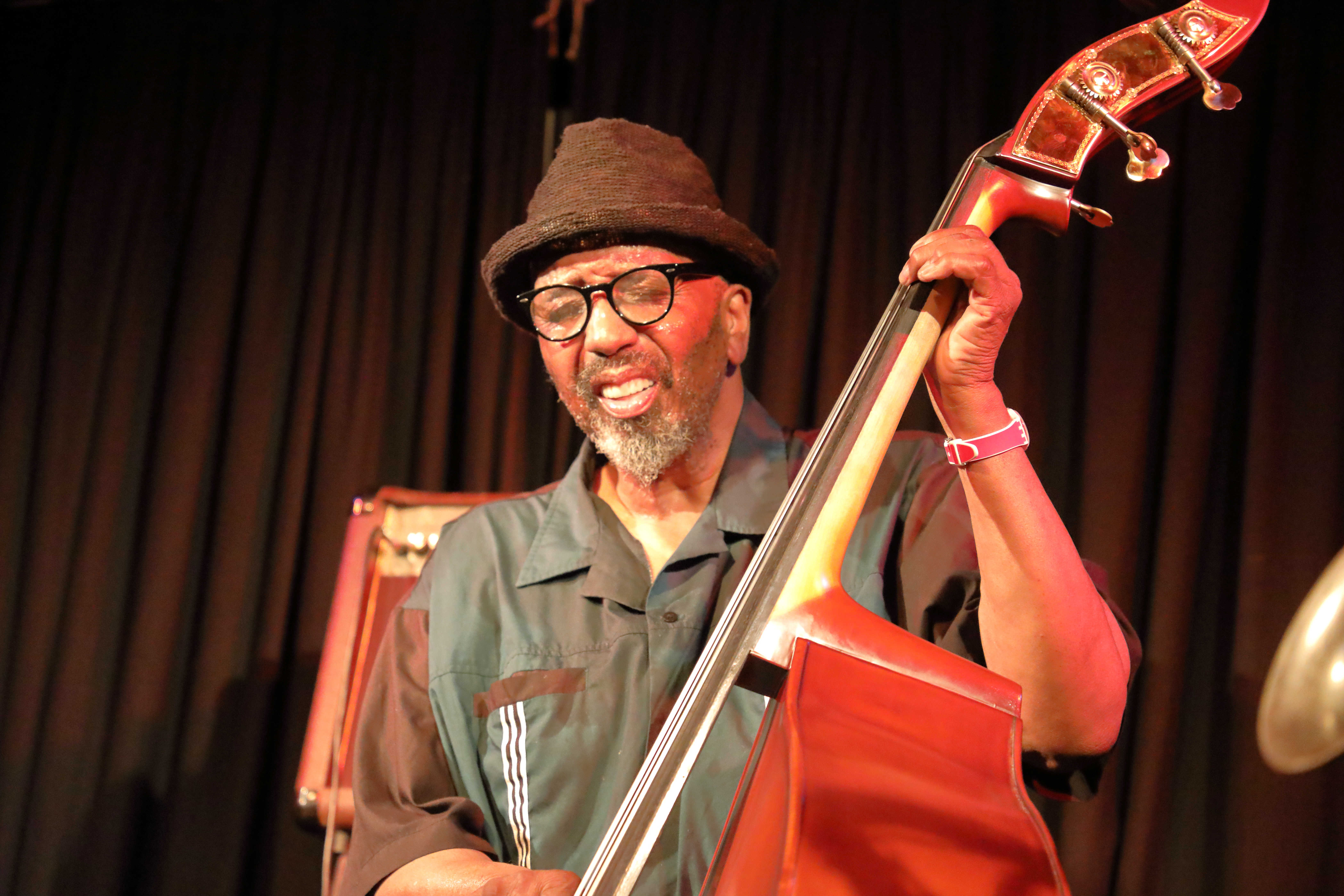
Der Bassist William Parker bei einem Auftritt im Club W71 2019 mit Hamid Drake und John Dikeman

S. Victor Aaron schrieb in Something Else!, Re-Union bestehe aus vier Improvisationsstücken, die das wahre Ausmaß der Einheit von Zweck und Richtung zeigen, die aus mehr als drei Jahrzehnten des gemeinsamen Spielens in fast jeder erdenklichen Umgebung resultieren. Fast die Hälfte des Albums werde von „Re-Union“, dem Titelstück, eingenommen. Die perkussiven Aspekte beider Künstler würden in den Vordergrund treten, so Aaron, und sie agierten nicht nur in Bezug auf die Harmonie als eine Einheit, sondern wirkten auch auf den sich ständig weiterentwickelnden Rhythmus. Irgendwann um die Neun-Minuten-Marke würden sie eine Intensität erreichen, die mit einem Quartett konkurrieren könne.
Karl Ackermann meinte in All About Jazz, „wo Divergenz die Norm ist, beweisen Shipp und Parker, dass sie in die Fußstapfen ihrer Vorfahren treten können, aber einen völlig unentdeckten Weg gehen.“ Ihre Musik sei ein Akt des Widerstands in einer Zeit, in der dies notwendig sei. Ihre charakteristische Kombination aus lyrischem Spiel und Atonalität auf Re-Union werde zweifellos Vergleiche nahelegen, die jedoch darüber hinwegtäuschen würden, wie einzigartig ihr Sound ist. Shipp und Parker hätten einen unerschöpflichen Ideenreichtum, so der Autor, und treiben weiterhin klare und distanzierte Linien voran, die zu einem einzigartigen Lexikon kreativer Musik beitragen.
Das Treffen von Matthew Shipp und William Parker sei eine Gemeinschaft von Gleichgesinnten, aus der sofort Poesie entstehe, fast in Eile, heißt es in Citizen Jazz. „Sie zeichnet bewegte Kurven, die nie durcheinander geraten. Fließend, direkt, witzig, die Musik wirkt nie improvisiert, obwohl sie es die ganze Zeit ist.“
Obwohl es unwahrscheinlich ist, dass sie sich vor diesem Tag zu lange nicht gesehen haben, signalisiere dieses Album die Wiederaufnahme einer ganz besonderen Verbindung, schrieb Derek Tylor in Dusted. Die Art und Weise der kreativen Schöpfung sei hier die totale Improvisation. ihr gemeinsames Wissen über die Wege des anderen erzeuge ein implizites Vertrauen, dass, was immer der eine spielt, der andere es verstärken wird. Bei dieser Musik gehe es nicht um die Neuerfindung oder Entdeckung von Formen, sondern um das gemeinsame Auftreten komplementärer Energien, das geschieht, wenn sie in der Gegenwart des anderen loslassen. Es sei eine Vereinigung von Bewusstseinformen. Die Unterschiede zwischen der Arbeit des Duos in Re-Union und dem, was sie auf früheren Alben gemacht haben, seien eher graduell; ihr Spiel habe hier weniger Ballast und die Art und Weise, wie jeder Musiker seine Ideen entwickelt, sei stromlinienförmiger. Aber es sei aus dem gleichen Stoff wie Zo und DNA geschnitten, was die Kraft zeige, die durch ihre Bindung erzeugt wird.
Shipps exzentrische, rätselhafte Kombinationen von Akkordclustern folgen ihrer eigenen Logik, meinte Gene Seymour, während Parkers strenge, aber flüssige Basslinien ihm folgen, wenn sie ihn nicht in eine ganz andere Richtung schieben. Keiner von beiden scheine besonders besorgt darüber zu sein, ob der andere die Verbindung herstellt. Sie seien beide auf unterschiedliche Weise Freigeister – aber nicht so freigeistig, dass sie vergessen, dass man dem zuhören kann.